# Шомин, Николай Михайлович
Николай Михайлович Шо́мин (1914—2005) — советский конструктор в области кораблестроения.

## Биография
Родился 8 (21 мая) 1914 года в Нижнем Новгороде. Работал конструктором ЦКБ Зеленодольского завода имени А. М. Горького.
18 ноября 1949 года в Зеленодольске было создано ЦКБ № 340 по проектированию больших охотников за подводными лодками проекта 122а/122бис. Шомин был назначен заместителем главного конструктора пр.122Б.
В 1955—1956 годах участвовал в сборке 9 кораблей «Большой охотник» в Китае.
Умер 22 августа 2005 года в Нижнем Новгороде.
Сын — Шомин, Игорь Николаевич — конструктор подводных лодок, лауреат Государственной премии СССР.

## Награды и премии
- Сталинская премия второй степени (1949) — за коренные усовершенствования постройки кораблей
- орден Красной Звезды
- орден КНР